# 23 (число)
Вторжение США в Ирак 20.03.2003.
23 (двадцать три) — натуральное число, расположенное между числами 22 и 24.
Особое число у символистов и любимое у сторонников теорий заговоров. В кинематографе названо «роковым».

## В математике
- Сумма цифр этого числа — 5.
- Произведение цифр этого числа — 6.
- Квадрат этого числа — 529.
- Куб этого числа — 12 167.
- Пятое число Софи Жермен (число 47 = 23 × 2 + 1 также является простым числом)[2].
- В 1939 году Диксон доказал, что числа 23 и 239 — единственные натуральные числа, которые невозможно представить в виде суммы менее чем 9 кубов натуральных чисел[3].
- Число 23 образовано двумя первыми в ряду простыми числами 2 и 3, то есть первым чётным и первым нечётным числами ряда простых чисел.
- Сумма первых 23 простых чисел делится на 23. Это первое число, обладающее таким свойством, если не считать 1[4]. Следующие числа с тем же свойством — 53, 853, 11 869, 117 267, 339 615.
- Парадокс дней рождения — утверждение, гласящее, что, если дана группа из 23 или более человек, то вероятность того, что хотя бы у двух из них дни рождения (число и месяц) совпадут, превышает 50 %[5][6].
- Длина десятичной записи факториала числа 23 равна 23[7][8].
- Число 23 является наибольшим натуральным числом, не представимым в виде суммы двух натуральных чисел, не свободных от квадратов[9].
- Злое число
- Недостаточное число
- Количество проблем Гильберта.

## В других науках и технологиях
- Ванадий — 23-й элемент таблицы Менделеева.

### В астрономии
- На Луне находятся 23 объекта, созданные СССР.
- Наклон земной оси относительно плоскости вращения планеты составляет 23,44 градуса.
- Расстояние от Марса до его спутника Деймоса — 23,5 тысяч км. Диаметр второго марсианского спутника, Фобоса, — 23 км.
- Самая яркая звезда неба, Сириус, в 23 раза ярче Солнца.

### В биологии
- В теле человека 23 межпозвоночных хряща.
- Кровь совершает полный оборот в организме за 23 секунды.
- У человека 46 хромосом — 23 от отца и 23 от матери.
- В руке человека 23 сустава.
- На планете 23 вида крокодилов.

## В социальной жизни

### В истории
- По шумерскому и египетскому календарям Новый год наступал 23 июля.
- Варвары ворвались в Рим 23 августа 410 года.
- У тамплиеров было 23 великих магистра.
- 23 дня длилась героическая осада крепости Баязет, вошедшая в историю как Баязетское сидение.
- 23 года в Италии правил Бенито Муссолини.
- Во время ядерных испытаний на атолле Бикини (1946—1958) американцами было взорвано 23 атомные бомбы.
- При атаке террористами в Бейруте армейских казарм 23 октября 1983 года погибло 23[источник не указан 2322 дня] человека.
- Авария на Чернобыльской АЭС произошла, когда на часах было 23 минуты.
- В отсеке подлодки «Курск», в котором произошёл взрыв, по штатному расписанию находились 23 человека.
- 23 октября 2002 года в Москве были взяты в заложники около 800 зрителей и актёров мюзикла «Норд-Ост».
- На утро 23 сентября 1999 года был запланирован взрыв под жилым домом в Рязани.
- В 23:39 «Титаник» по касательной столкнулся с айсбергом, а в 2:18 при дифференте на нос около 23° лайнер разломился.
- В 2002 году Джон Мухаммад со своим напарником в течение 23-х дней расстреливали граждан в Вашингтоне.
- Пожар в клубе «Хромая лошадь» начался в 23:08 по московскому времени).
- Первым самолётом, задействованным в терактах 11 сентября стал авиалайнер Boeing 767-223ER с заводским номером 22332.
- Великое китайское землетрясение произошло в провинции Шэньси 23 января 1556 года и унесло жизни приблизительно 830 тыс. человек — больше, чем любое другое землетрясение в истории человечества.
- Родившийся 23 февраля 1915 года Пол Тиббетс известен в первую очередь как пилот бомбардировщика «Enola Gay», что сбросил первую атомную бомбу на японский город Хиросима в конце Второй мировой войны.
- 23 августа СССР подписал Договор о ненападении.
- 23 мая, выступая перед военными, Гитлер обозначил основную цель германской внешней политики — возвращение в число «могущественных государств».
- 23 января 2021 года начались протесты в поддержку Алексея Навального.

### Вторжение в Польшу
Основные статьи: Польская кампания вермахта (1939) и Польский поход РККА
Польские солдаты в ходе боёв за Польшу. Сентябрь, 1939.
23 мая 1939 года в кабинете Гитлера в присутствии ряда высших офицеров состоялось совещание. Было отмечено, что «польская проблема тесно связана с неизбежным конфликтом с Англией и Францией.

### В религиях
- 23 первых стиха в Библии дано описание пяти дней творения, в шестой же был создан человек.
- 23 главы книги Берешит, а это ровно 572 стиха (5+7+2=14, 1+4= 5 - это гематрия цифры 572), умирает Сара.
- 23 — количество членов малого Синедриона.
- Наибольший номер папы римского — 23 (Иоанн XXIII).
- Центральную среди 23 архиепархий Франции возглавляет Андре Вен-Труа. Его фамилия означает по-французски „двадцать три“.
- 23 — священное число дискордианства[10].
- 23 — количество лет пророческой миссии последнего пророка Мухаммеда.

### В географии
- В Токио 23 района.
- 23 — код субъекта Российской Федерации Краснодарского края.

### В символизме и конспирологии
- 23 — особое число символистов, считающих так: 2 + 3 = 5 (число для вызова сатаны); 2/3 = 0,666 (число зверя)[1].
- 23 — любимое число у сторонников теорий заговоров, так книга „Иллюминатус!“ (1975) Роберта Уилсона напрямую связала число 23 с паранормальными явлениями и тайными заговорами[1].

### В искусствах

#### Письменность и литература
- 23-я гексаграмма древнекитайской Книги Перемен гласит о разорении.
- В классическом латинском алфавите 23 буквы. В начертании 23-й буквы английского алфавита „W“ две точки внизу и три точки вверху.

#### Кинематограф
Название фильма
- Немецкий режиссёр Ганс-Христиан Шмидт снял в 1998 году фильм „23“, о хакере, больном апофенией.
- Режиссёр Джоэл Шумахер снял в 2007 году фильм „Роковое число 23“, связанный с загадками этого числа. Это был 23-й фильм в его карьере. В ряде стран фильм намеренно выпустили на экраны 23 марта. Продолжительность фильма — 1 час 23 минуты и 22 секунды.
- «Вашингтонский снайпер: 23 дня страха» (англ. D.C. Sniper: 23 Days of Fear) — телефильм режиссёра Тома Маклафлина, основанный на реальных событиях.

Персонажи
- 23 — число агента ЦРУ, подлежащего немедленной ликвидации, роль которого играл Джеки Чан в фильме «Кто я?»
- В фильмах серии «Джиперс Криперс» монстр неизвестного происхождения Крипер впадает в спячку на 23 года, просыпаясь каждую 23-ю весну, чтобы поедать человеческую плоть на протяжении 23-х дней.
- «Джонни 23» — кличка сексуального маньяка из фильма «Воздушная тюрьма»
- В «Жёлтой подводной лодке» The Beatles один из «синих злодеев» имеет номер 23.

Другое
- В знаменитом фильме ужасов Пункт назначения 2 авария происходит на трассе 23.
- В «Крепком орешке-3» поезд сходит с рельсов на станции 23.
- В «Лоуренсе Аравийском» у Квинна 23 раны на теле.
- В фильме Чарли Чаплина «Король в Нью-Йорке» главный герой фильма живёт в гостинице, в комнате № 23.
- 23 — одно из чисел уравнения Валензетти в телесериале «LOST».
- 23.19 корпорация монстров контакт с другим измерением-Monsters, Inc., мультфильм, 2001

### В спорте
- Майкл Джордан играл в «Чикаго Буллз» под номером 23; из-за этого номер 23 приобрёл популярность среди спортсменов, в том числе и в других видах спорта.
- По правилам FIFA заявка сборной для участия в чемпионате мира или континента составляет 23 человека.

### Прочее
- Телеграфный код 23 означает «Разрыв связи».

- Число 23 по месяцам: 23 января | 23 февраля | 23 марта | 23 апреля | 23 мая | 23 июня | 23 июля | 23 августа | 23 сентября | 23 октября | 23 ноября | 23 декабря